# دره یغناب
درهٔ یَغناب یا یَغْناب دَرهٔ(تاجیکی:ЯғнобДара) منطقه‌ای در ناحیه عینی ولایت سغد تاجیکستان در میانه رشته‌کوه‌های زرافشان و حصار در شمال تاجیکستان و محل زندگی مردم یغنابی است. رود یغناب در این دره یغناب جریان دارد.
یغناب مانند دیگر مناطق سغدنشین از دیرباز در بسیاری از دوران‌ها بخشی از شاهنشاهی‌های ایران بود. دره یغناب در سال ۱۸۷۰ تحت کنترل تزار روسیه الکساندر دوم قرار گرفت. اشتیاق وی برای تسخیر سرزمین‌های پنبه‌خیز در اواخر سده نوزدهم به تصرف عمده مناطق بسیاری از آسیای میانه توسط او انجامید. یغناب و بقیه تاجیکستان بعدها بخشی از اتحاد شوروی شد اما به خاطر دورافتادگی یغناب، این منطقه در تمامی آن دوران خودمختاری خود را حفظ کرد تا اینکه در سال ۱۹۷۰ جابجایی اجباری ساکنان آن توسط روس‌ها صورت پذیرفت.

## جغرافیا و اقتصاد
دره یغناب در بین ۸۰۰ تا ۳۰۰۰ متر بالاتر از سطح دریا واقع شده‌است. قله‌های حدود ۵۰۰۰ متری در این منطقه سر به فلک کشیده‌اند. در این منطقه گرگ‌ها و خرس‌های زیادی زندگی می‌کنند. راه اصلی این دره به دنیای خارج باریک و آسفالت‌نشده‌است و از گردنه‌های سخت می‌گذرد که ۸ ماه در سال با خطر بهمن مواجه است. این راه تنها حدود ۳۰ کیلومتر طول دارد؛ اما پس از آن هنوز روستاهایی هستند که مردم مجبورند به آنجا با پای پیاده یا با استفاده از اسب و خر سفر کنند. حدود ۴۰۰ نفری که امروزه در این دره زندگی می‌کنند در بسیاری از ماه‌های زمستان در انزوا و بدون راه به بیرون از دره به‌سر می‌برند.
۹۰ درصد زمین‌های کشاورزی دره یغناب به کشت جو و نخود و گندم اختصاص یافته‌است. سیب زمینی پس از جنگ جهانی دوم به این دره رسید و اکنون در همه کشتزارهای آن کشت می‌شود و محصول زیادی می‌دهد. تقریباً هر خانوار در این دره چندین رأس خر و گاو و گوساله و گوسفند دارد که گله‌های آن‌ها گاه به چند صد رأس می‌رسد. مردم یغناب در فصل تابستان برای چهارپایان خود علوفه زیادی ذخیره می‌کنند، چون در زمستان برف زیاد می‌بارد. مردم خانه‌ها را با سوزاندن هیزم و مدفوع خشک شده احشام گرم می‌کنند. در خلال تابستان صدها هزار گوسفند از زمین‌های پست برای چرا به یغناب می‌آیند و در زمستان به فروبوم‌ها بازمی‌گردند. بزرگترین روستای امروز دره یغناب پـِسکُن است که ۱۰ خانوار را در خود جای داده‌است.

## مردم
یغنابی‌ها از قدیم در ۳۳ روستای واقع در میانه رشته‌کوه‌های زرافشان و حصار در شمال تاجیکستان به صورت دسته جمعی سکونت داشتند. مقامات حزب کمونیست تاجیکستان در اوایل دهه ۱۹۷۰ برای کوچ دادن این مردم به مناطق هموار این کشور تصمیم گرفتند. آن‌ها علت این انتقال را خطر بهمن در منطقه برای روستاییان ذکر کردند اما علت اصلی آن فراهم آوردن نیروی کار بیشتر برای کشتزارهای پنبه در ظفرآباد بود. بقایای روستاهای خراب شده آن‌ها در یغناب همچنان وجود دارد.
برای مردم یغنابی این اقدام پیامدهای بسیار بدی داشت. سال‌های ۱۹۷۰ و ۱۹۷۱ تمام اهالی دره یغناب را اجباری توسط بالگرد به دشت میرزاچول به واحد کشاورزی ظفرآباد بردند. آن شرایط جوی برای ساکنان کوهستان بسیار مشکل بود. مدت سه چهار سال بسیاری از مهاجران یغنابی فوت کردند و در محل جدید اقامت خود از سنن و زبان خود دور شدند.
پس از سرنگونی اتحاد شوروی و استقلال تاجیکستان یغنابی‌ها بار دیگر اجازه یافتند تا به زادبوم خود بازگردند اما تنها تعداد کمی برای سکونت دائمی به منطقه بازگشتند.
در سال ۱۹۶۹ حدود سه هزار نفر در دره یغناب سکونت داشتند که در ۳۰ روستا متشکل از ۷۵۶ خانه روستایی پراکنده بودند. امروز تنها ۴۰۹ نفر در یغناب زندگی می‌کنند که در ۱۵ روستا سکونت دارند.
پس از کوچ اجباری توسط روس‌ها، بیشتر یغنابی‌های به شهر ظفرآباد در ۱۶۱ کیلومتری جنوب شرقی یغناب منتقل شدند. امروزه در ظفرآباد ۶۵۰۰ یغنابی سکونت دارند.
با گذشت زمان بسیاری از آن‌ها نیز به دوشنبه، پایتخت کشور، کوچیده‌اند و در آنجا محله‌های ویژه خود را درست کرده و به یغنابی صحبت می‌کنند. تمامی آن‌ها به فارسی تاجیکی نیز تسلط کامل دارند.

## نگاره‌ها

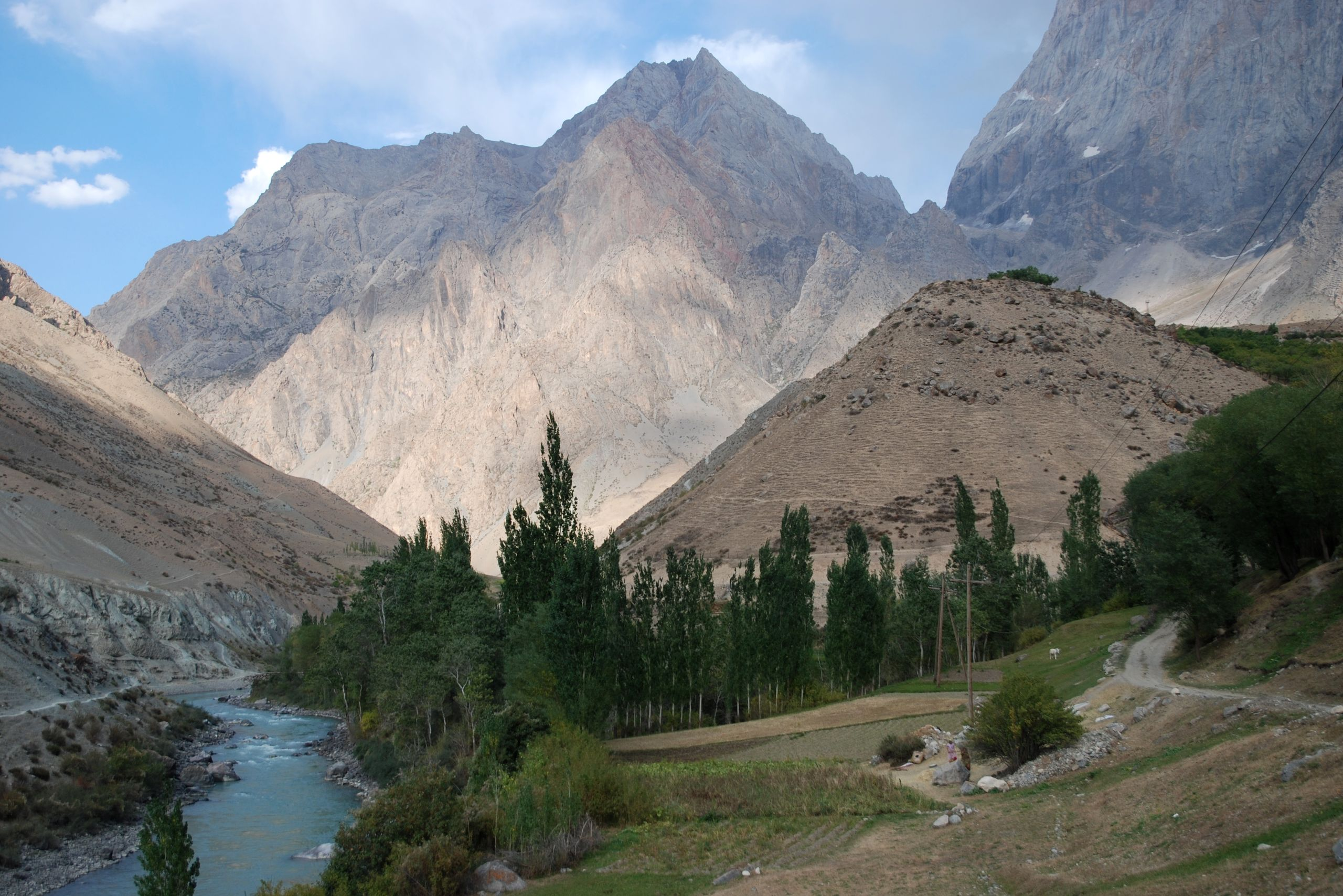
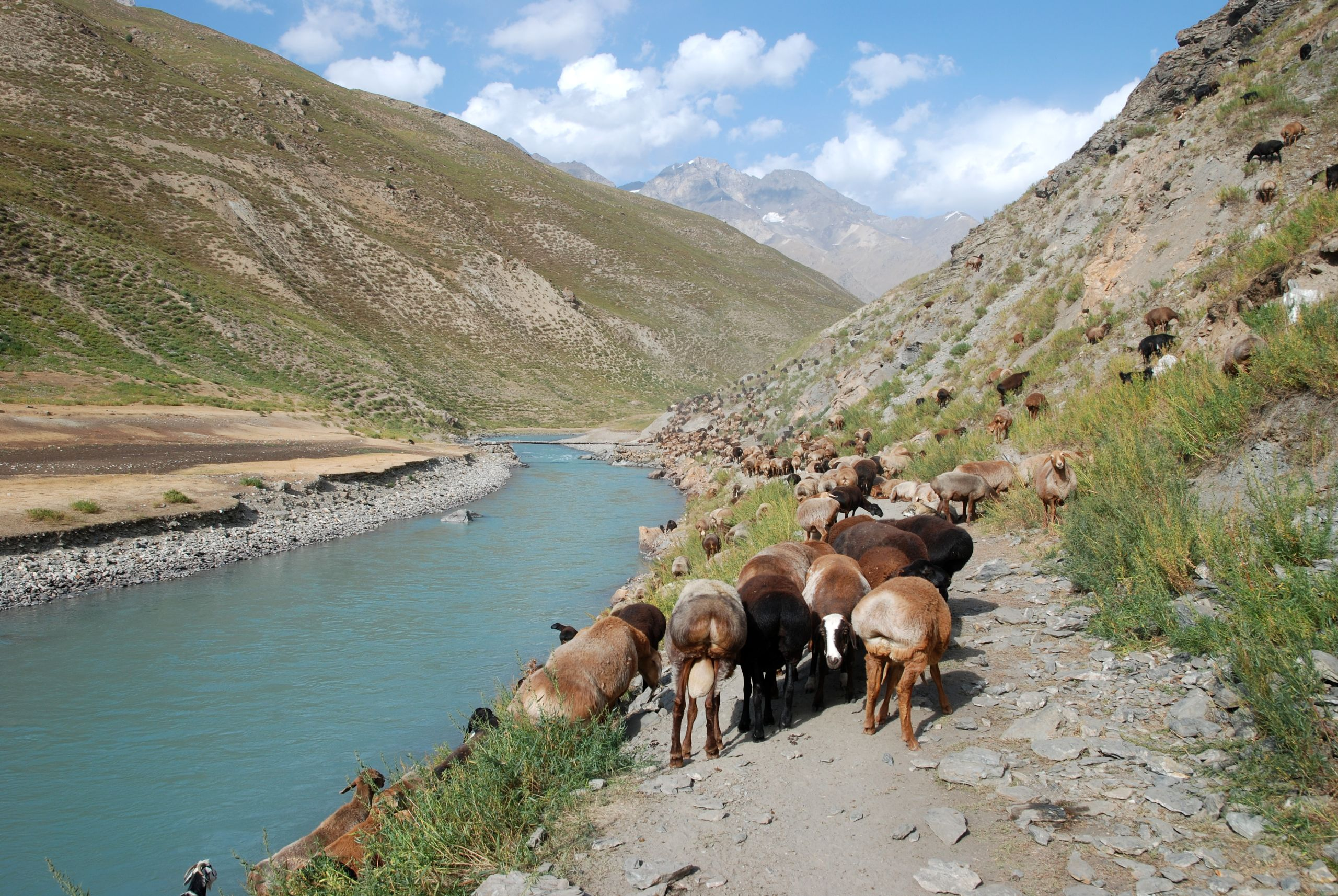
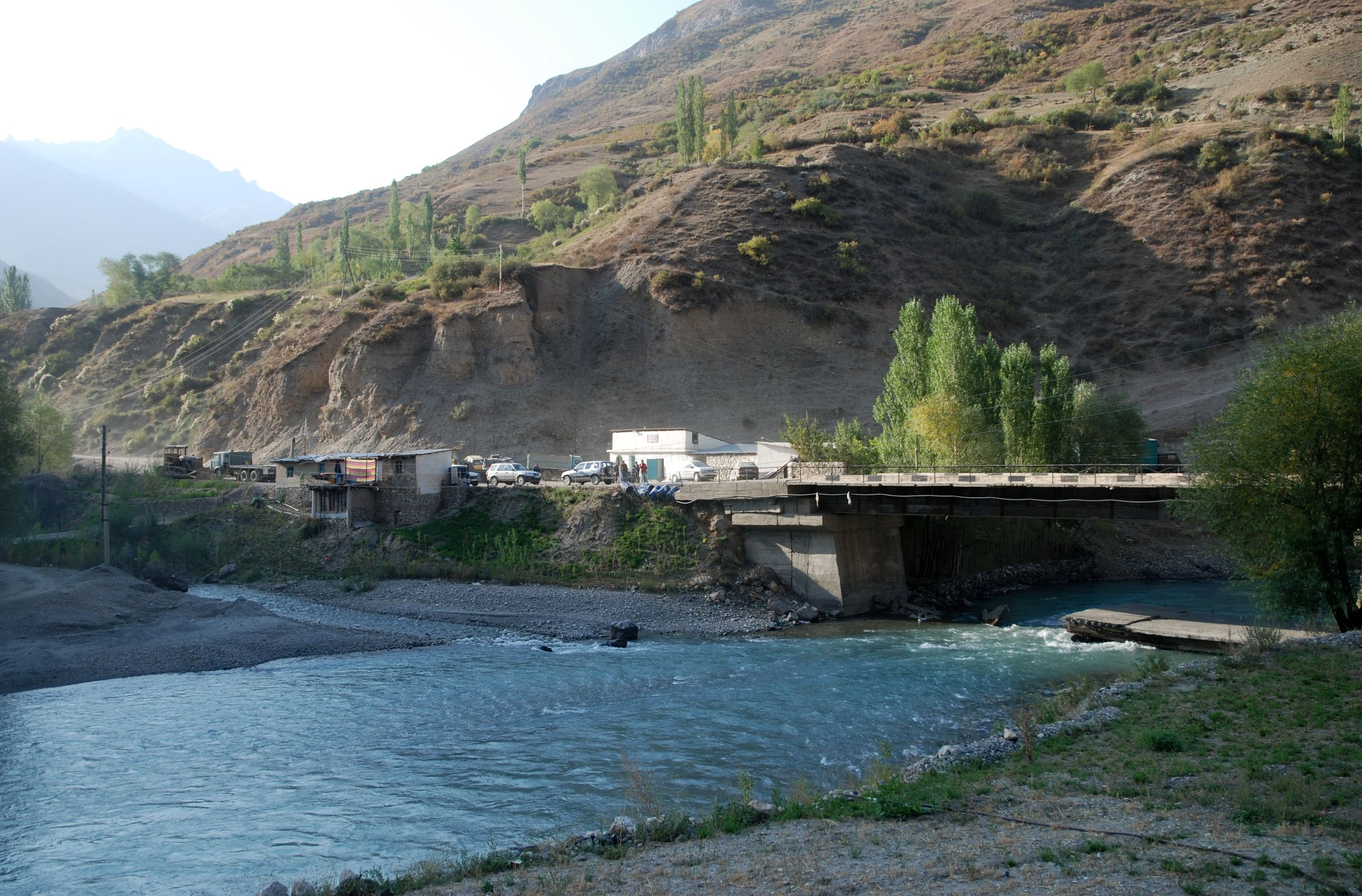